# Karl Sigmund von Hohenwart
El Conde Karl Sigmund von Hohenwart (en alemán: Karl Graf von Hohenwart; 12 de febrero de 1824 en Viena - 26 de abril de 1899) fue un político austriaco quien sirvió como Ministro-Presidente de Austria en 1871. El gobierno de Hohenwart intentó implementar un acuerdo federalista entre Bohemia y el gobierno del Imperio austrohúngaro. Este intento de conciliar a los checos bohemios causó enorme crítica, y llevó a la caída del gobierno Hohenwart solo unos meses después de asumir el cargo.

## Puntos de vista políticos de Hohenwart
Karl Hohenwart era un aristócrata alemán y devoto católico. Asumió puestos administrativos en Carniola y el Trentino. En 1868, Hohenwart se convirtió en Gobernador de la Alta Austria. Hohenwart era el líder de la facción política conservadora federalista en Austria. Sus creencias políticas giraban en torno a la idea de que el federalismo y la conciliación con los eslavos eran la única forma de preservar el Imperio austrohúngaro. Hohenwart creía que el federalismo solo era posible con igualdad entre las nacionalidades del Imperio. Además, Hohenwart creía en tratar solo con los líderes nobles y otros miembros de lo alto del orden social. Hohenwart desconfiaba de los cambios sociales.

## Primer Ministro Hohenwart

### Ascenso al poder de Hohenwart
La victoria de Prusia en la guerra franco-prusiana (1870) causó un cambio en la política de Austria. El emperador Francisco José se puso en contra de los liberales quienes sostenían la jefatura de gobierno en ese tiempo debido a que eran demasiado entusiastas de Prusia y de su victoria. En su lugar, el emperador Francisco José se giró hacia los Conservadores deseando conciliar con los eslavos. Hohenwart, como líder de los Conservadores Federalistas, fue elegido con el fin de aplacar a los eslavos con un nuevo sistema federalista. También el emperador Francisco José vio al Federalismo como una forma de socavar a los Liberales austro-alemanes.

### Gabinete de Hohenwart
El emperador Francisco José eligió a Hohenwart como Primer Ministro de Austria el 7 de febrero de 1871. El Ministerio de Hohenwart se describió en público como "no-partidista". También, el Ministerio de Hohenwart afirmó que su misión era reconciliar a la gente de Austria bajo líneas federales.
El miembro líder del gabinete de Hohenwart era Albert Schäffle, el ministro de comercio. Schäffle es considerado el verdadero líder del intento de federalización del Ministerio de Hohenwart. Algunos historiadores consideran a Hohenwart como una mera figura decorativa. Hohenwart también eligió a dos ministros checos y uno polaco. Este último sostenía el puesto de ministro especial de Galitzia. Este puesto era una concesión a los polacos y uno de los primeros movimientos conciliadores con los eslavos hechos por Hohenwart.

### Primeros movimientos del ministerio de Hohenwart
Uno de los primeros éxitos del ministerio de Hohenwart fue la aprobación de la Ley de Presupuestos de 1871. Después de esto, Hohenwart disolvió el Parlamento en Viena y las dietas provinciales. Hohenwart llamó entonces a elecciones de nuevas dietas. Hohenwart disolvió las dietas porque tenía suficiente influencia sobre los grandes terratenientes para asegurar la elección en favor de los federalistas conservadores. También, el ministerio de Hohenwart otorgaría derechos a los distritos que eligieran a federalistas conservadores. Con la disolución del Parlamento y la solidificación del apoyo político, se preparó el escenario para el desarrollo de un acuerdo Federalista.

### Acuerdo federalista con Bohemia
Después de disolverse las dietas, el ministerio de Hohenwart se puso a trabajar en la negociación de un acuerdo con los líderes bohemios. Schäffle, el Ministro de Comercio, tomó las riendas de la negociación. Secretamente negoció un acuerdo con los líderes checos nobles. Las negociaciones resultaron en los "Artículos Fundamentales" y las "Leyes de Nacionalidad".
Los "Artículos Fundamentales" introdujeron un nuevo sistema constitucional federalista para Bohemia. Primero, los "Artículos Fundamentales" aceptaban el Compromiso de 1867. Segundo, los "Artículos Fundamentales" creaban una dieta bohemia que enviara representantes al Parlamento austriaco. El Parlamento austriaco se formaría con representantes de las diferentes dietas de las tierras de la corona. Las funciones del Parlamento austriaco incluirían las relaciones comerciales, militares y de exteriores. Tercero, la Herrenhaus austriaca (Casa de los Señores) debía de ser remplazada por un Senado austriaco que tratara: tratados, conflictos jurisdiccionales, y revisiones constitucionales. Lo más importante, la Dieta bohemia tendría autoridad sobre todos los otros asuntos locales.
Las "Leyes de Nacionalidad" serían los corolarios de los "Artículos Fundamentales". Creaban regiones administrativas que serían nacionalmente homogéneas. Además, los idiomas checo y alemán se convertirían en los idiomas oficiales para todas las funciones relacionadas con toda Bohemia.
En septiembre de 1871 la Dieta bohemia fue convocada. Los diputados checos ahora sobrepasaban a los diputados alemanes. Como resultado, todos los diputados alemanes abandonaron la Dieta bohemia. El 12 de septiembre, el emperador Francisco José emitió un Rescripto Imperial pidiendo a la Dieta bohemia "redactar una carta constitucional". Entonces la Dieta bohemia unánimemente aceptó los "Artículos Fundamentales" y las "Leyes de Nacionalidad". Una vez el emperador aceptó estas leyes, fue coronado Rey de Bohemia.

### Críticas al Acuerdo Federalista
Los acuerdos de Hohenwart con los bohemios provocaron críticas masivas. En último término, los Liberales alemanes liderados por el Conde Beust y los magiares liderados por Andrassy hundirían los acuerdos federalistas y el gobierno Hohenwart.
Cuando los "Artículos Fundamentales" y las "Leyes de Nacionalidad" se hicieron públicos enfurecieron al público. Los alemanes en Bohemia protestaron ruidosamente. Además, los liberales austro-alemanes estaban fuertemente en contra. Los alemanes en Viena crearon disturbios en protesta por los acuerdos. Existían críticas también entre los eslavos en Bohemia. Algunos checos vieron las "Leyes de Nacionalidad" como precursora de la división de Bohemia en una parte alemana y una parte checa. Los nacionalistas checos querían mantener toda Bohemia bajo una corona bohemia. Además, las Dietas morava y silesia se oponían al concepto de ser subsumidas en una mayor Dieta General Boehmia.
Las mayores críticas provenían del Ministro de Exteriores Beust y el líder magiar Julio Andrassy. Ambos hombres era oponentes políticos de Hohenwart y críticos con el Federalismo. Beust dijo al emperador Francisco José que el Federalismo incitaría a la oposición germana en Austria e incluso conduciría a la intervención prusiana. Andrassy expresó sus preocupaciones sobre los tecnicismos de la propuesta y dijo al emperador que el Federalismo afectaría a las finanzas y a la organización del Imperio. En realidad, Andrassy temía que la autonomía bohemia afectara adversamente a la posición de Hungría dentro del Imperio. También, Andrassy temía que la Federalización de Austria provocara que los grupos minoritarios dentro de Hungría exigieran acuerdos similares.

### Caída del ministerio de Hohenwart
La protesta pública y maquinaciones políticas de Beust y Andrassy convencieron al emperador Francisco José de ponerse en contra de las propuestas de Hohenwart. El 20 de octubre, el emperador emitió un nuevo Rescripto Imperial que rescindía el Rescripto del 12 de septiembre de apoyo a la Federalización. Hohenwart intentó llegar a un nuevo acuerdo con los checos que llamara a la autonomía de la Bohemia menor. Los checos rechazaron el acuerdo y Hohenwart y su gobierno dimitió el 27 de octubre.

## Carrera política posterior
Hohenwart continuó manteniendo presencia en la política austriaca después de su fallido gobierno. Sirvió bajo el Ministro-Presidente Eduard Graf Taaffe entre 1879 y 1892. El gobierno de Taaffe estaba basado en la coalición de conservadores alemanes y políticos eslavos conocida como el "Anillo de Hierro". Hohenwart era el jefe del grupo conservador de católicos de las regiones alpinas y aliado de los eslavos del sur.